# Suchoi Su-31

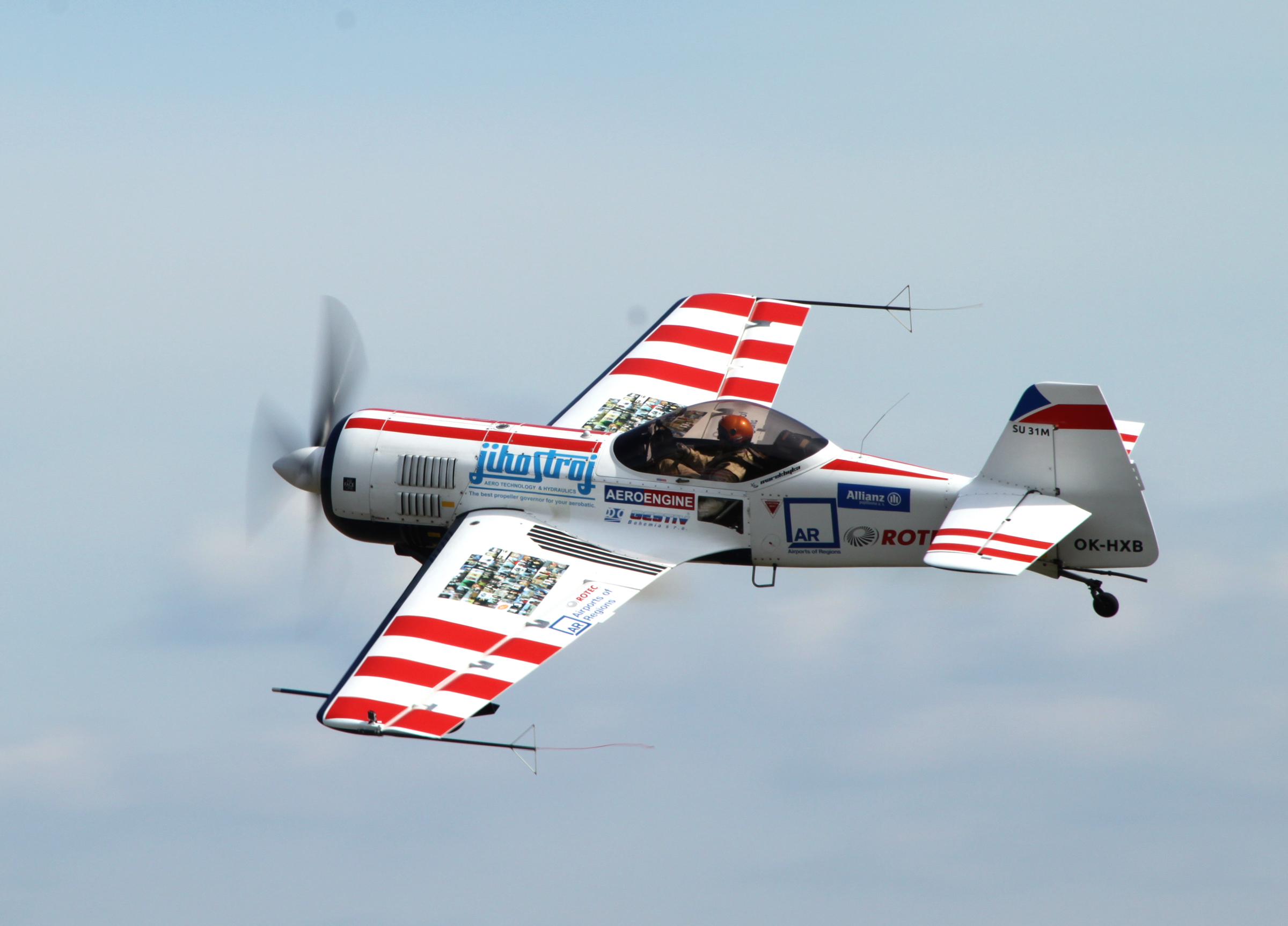
OK-HXB

Die Suchoi Su-31 (russisch Сухой Су-31) ist ein einsitziges russisches Sportflugzeug und stellt eine Weiterentwicklung der Su-26 dar.

## Entwicklung
Das OKB Suchoi entwickelte eine verbesserte zweisitzige Version der Su-26 unter der Bezeichnung Su-29, die sich von der Su-26 u. a. durch den abgesenkten Hinterrumpf in Halbschalenbauweise unterschied. Parallel dazu wurde ein als Su-29T bezeichneter Einsitzer entwickelt, der später in Su-31T umbenannt wurde.
Der Kunstflug- und Suchoi-Testpilot Jurgis Kairys führte am 22. Juni 1992 den Erstflug mit der Su-31T aus. Seit 1994 wird die Su-31 in Serie hergestellt.

## Beschreibung
Die Su-31 ist ein einsitziges Kunstflugzeug in Komposit-Halbschalenbauweise. Die geraden Tragflächen sind in Tiefdeckerbauweise angeordnet, das Höhenleitwerk liegt auf dem Rumpfende. Das Cockpit sitzt hinter den Tragflächen. Sie verfügt über ein starres Fahrwerk mit Spornrad. Die Rollrate beträgt 7 rad/s (etwa 400° pro Sekunde), die Belastungsgrenze im Kurvenflug liegt bei +12 und –10 g. Das Verhältnis von Gewicht und Propellerschub liegt etwa bei eins, sodass die Su-31 in der Lage ist, in senkrechter Fluglage ähnlich wie ein Hubschrauber „am Propeller zu hängen“.
Die Maschine ist mit einem Rettungssystem vom Typ SKS-94 ausgestattet.
Anton Berkutow aus Russland erflog im Jahr 2012 mit einer Su-31M den Weltmeistertitel im Motorkunstflug.

## Varianten
- Su-29T: Prototyp (1992)
- Su-31: Serienmodell (1994)
- Su-31M: verbessertes Serienmodell mit Rettungssystem SKS-94 (1995)
- Su-31M2: weiter verbessertes Serienmodell (leichter, größere Tragflächen, ein Tank zusätzlich; 1999)
- SU-31U: Projekt einer Su-31 mit Einziehfahrwerk, nicht verwirklicht
- Su-31Ch: Exportmodell

## Technische Daten
| Kenngröße             | Su-31                                                          |
| --------------------- | -------------------------------------------------------------- |
| Bauzeit               | 1992–heute                                                     |
| Besatzung             | 1                                                              |
| Länge                 | 6,83 m (6,90 m)                                                |
| Spannweite            | 7,80 m                                                         |
| Höhe                  | 2,76 m                                                         |
| Flügelfläche          | 11,83 m²                                                       |
| Flügelstreckung       | 5,1                                                            |
| Leermasse             | 700 kg (650)                                                   |
| max. Startmasse       | 1050 kg (968)                                                  |
| Triebwerk             | ein Wedenejew M-14PF-9-Zylinder-Sternmotor mit 295 kW (400 PS) |
| Höchstgeschwindigkeit | 330 km/h                                                       |
| Dienstgipfelhöhe      | 5000 m                                                         |